# Waldhausen (Niederösterreich)
Waldhausen ist eine Marktgemeinde mit 1188 Einwohnern (Stand 1. Jänner 2025) im Bezirk Zwettl in Niederösterreich.

## Geografie

### Geografische Lage
Waldhausen liegt im Waldviertel. Das größte Gewässer ist der Purzelkamp, der die Grenze im Nordosten bildet. Im Norden mündet er in den Ottensteiner Stausee des Kamp. Hier liegt mit 500 Meter Meereshöhe der tiefste Punkt der Gemeinde. Die höchsten Erhebungen sind Hocheck (619 m), Bogenberg (738 m) und Loschberg (800 m).
Die Fläche der Marktgemeinde umfasst 39,92 km². Davon sind 50 Prozent landwirtschaftliche Nutzfläche, 44 Prozent sind bewaldet.

### Gemeindegliederung
Das Gemeindegebiet umfasst folgende 12 Ortschaften (in Klammern Einwohnerzahl Stand 1. Jänner 2025):
- Brand (198)
- Gutenbrunn (57)
- Hirschenschlag (54)
- Königsbach (105)
- Loschberg (51)
- Niedernondorf (137)
- Niederwaltenreith (40)
- Obernondorf (132)
- Rappoltschlag (89)
- Waldhausen (200)
- Werschenschlag (70)
- Wiesenreith (55)

Die Gemeinde besteht aus den Katastralgemeinden Brand, Hirschenschlag, Königsbach, Loschberg, Niedernondorf, Niederwaltenreith, Obernondorf, Rappoltschlag, Waldhausen, Werschenschlag und Wiesenreith.

### Nachbargemeinden
|               | Zwettl                                      | Rastenfeld               |
| Großgöttfritz | Kompassrose, die auf Nachbargemeinden zeigt | Lichtenau im Waldviertel |
|               | Sallingberg                                 |                          |

## Geschichte
Im Mittelalter dominierte die Lozburg das Gebiet, die von manchen Historikern bei der Ortschaft Loschberg, etwa 1,7 Kilometer von Waldhausen entfernt, angenommen wird. Mangels klar zuzuordnender sichtbarer Reste ist diese Standortvermutung umstritten.
Die erste urkundliche Erwähnung des Ortes Walthowsen, was soviel bedeutet wie „bei den Häusern im Wald“, stammt aus dem Jahr 1346, obschon die Kolonisierung der Gegend bereits im 12. Jahrhundert begonnen hatte.
Im Jahr 1822 wurde der Ort als Dorf mit 31 Häusern genannt, das eine eigene Pfarrkirche und Schule besaß. Die Herrschaft Rastenberg besaß die Ortsobrigkeit, die Herrschaft Gföhl übte die Landgerichtsbarkeit aus, die Herrschaft Rastenberg besorgte die Konskription und hatte die Grundherrschaft inne.
Mit der Aufhebung der Grundherrschaften wurde der Ort 1849 eine eigenständige Ortsgemeinde. Zu dieser zählten auch noch die Katastralgemeinden Hirschenschlag und Rappoltschlag sowie die Einzellagen Ringelhof und Grünmühle.
Laut Adressbuch von Österreich waren im Jahr 1938 in Waldhausen ein Automobilverkehrsunternehmen, ein Bäcker, ein Fleischer, drei Gastwirte, vier Gemischtwarenhändler, ein Hammerschmied, ein Kunstdüngerhändker, ein Landesproduktehändler, ein Mahlproduktehändler, ein Schlosser, zwei Schmiede, zwei Schneider, ein Schuhmacher, drei Tischler, zwei Viehhändler, zwei Viktualienhändler, ein Zementhandel und ein Zimmermeister ansässig.
Mit 1. Jänner 1968 wurden die Gemeinden Brand, Niedernondorf und Obernondorf mit Waldhausen fusioniert. Am 18. September 1979 wurde der Gemeinde das Marktrecht verliehen.
Am 21. Jänner 2006 wurde in einem Wald bei der Ortschaft Brand das Versteck der Saliera, eines aus dem Kunsthistorischen Museum Wien gestohlenen Kunststücks, gefunden.

### Bevölkerungsentwicklung
| Waldhausen: Einwohnerzahlen von 1869 bis 2025       | Waldhausen: Einwohnerzahlen von 1869 bis 2025 | Waldhausen: Einwohnerzahlen von 1869 bis 2025 | Waldhausen: Einwohnerzahlen von 1869 bis 2025 | Waldhausen: Einwohnerzahlen von 1869 bis 2025 |
| --------------------------------------------------- | --------------------------------------------- | --------------------------------------------- | --------------------------------------------- | --------------------------------------------- |
| Jahr                                                |                                               |                                               |                                               | Einwohner                                     |
| 1869                                                | 1869                                          |                                               | 1.891                                         | 1.891                                         |
| 1880                                                | 1880                                          |                                               | 2.021                                         | 2.021                                         |
| 1890                                                | 1890                                          |                                               | 1.980                                         | 1.980                                         |
| 1900                                                | 1900                                          |                                               | 1.965                                         | 1.965                                         |
| 1910                                                | 1910                                          |                                               | 1.923                                         | 1.923                                         |
| 1923                                                | 1923                                          |                                               | 1.881                                         | 1.881                                         |
| 1934                                                | 1934                                          |                                               | 1.858                                         | 1.858                                         |
| 1939                                                | 1939                                          |                                               | 1.816                                         | 1.816                                         |
| 1951                                                | 1951                                          |                                               | 1.776                                         | 1.776                                         |
| 1961                                                | 1961                                          |                                               | 1.708                                         | 1.708                                         |
| 1971                                                | 1971                                          |                                               | 1.643                                         | 1.643                                         |
| 1981                                                | 1981                                          |                                               | 1.540                                         | 1.540                                         |
| 1991                                                | 1991                                          |                                               | 1.369                                         | 1.369                                         |
| 2001                                                | 2001                                          |                                               | 1.334                                         | 1.334                                         |
| 2011                                                | 2011                                          |                                               | 1.266                                         | 1.266                                         |
| 2021                                                | 2021                                          |                                               | 1.201                                         | 1.201                                         |
| 2025                                                | 2025                                          |                                               | 1.188                                         | 1.188                                         |
| Quelle(n): Statistik Austria, Gebietsstand 1.1.2021 |                                               |                                               |                                               |                                               |

## Kultur und Sehenswürdigkeiten

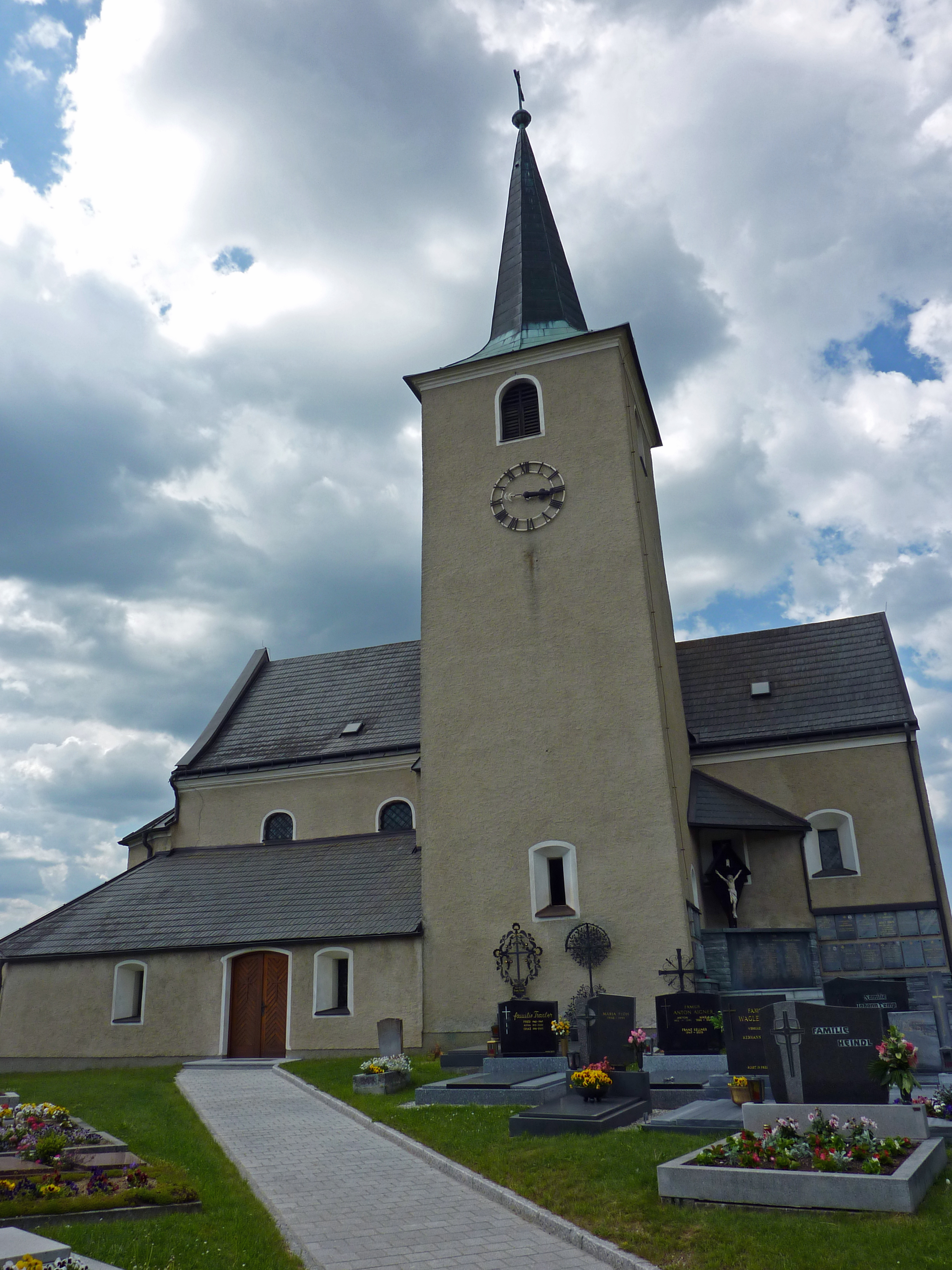
Pfarrkirche Brand bei Loschberg

- Katholische Pfarrkirche Brand bei Loschberg hl. Georg
- Katholische Pfarrkirche Niedernondorf hl. Nikolaus
- Katholische Pfarrkirche Waldhausen (Patrozinium: Hll. Apostel Petrus und Paulus)

## Wirtschaft und Infrastruktur

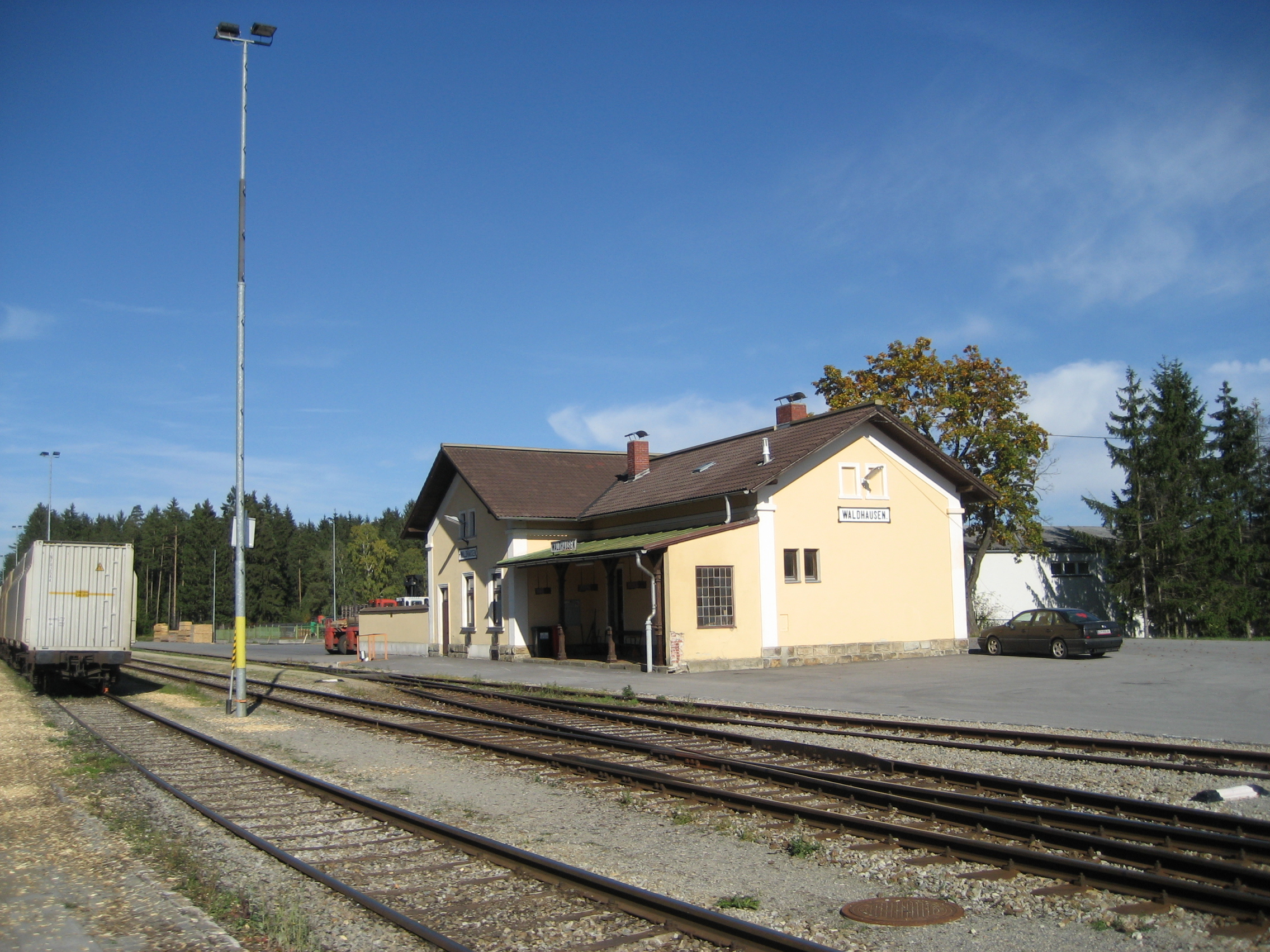
Bahnhof Waldhausen

Im Jahr 2001 gab es 51 nichtlandwirtschaftliche Arbeitsstätten und im Jahr 1999 laut einer Erhebung 173 land- und forstwirtschaftliche Betriebe. Die Zahl der Erwerbstätigen am Wohnort betrug nach der Volkszählung 2001 554. Die Erwerbsquote lag 2001 bei 42,8 Prozent.

### Ansässige Unternehmen
Größter Arbeitgeber ist das Großsägewerk von Stora Enso Timber (vormals bis August 2001 Holzindustrie Schweighofer) in Brand mit ca. 350 Mitarbeitern.
In Werschenschlag gibt es die Firma „Glaszone“, die Küchenrückwände aus Glas erzeugt.

### Bildung
In Waldhausen befinden sich ein Kindergarten und eine Volksschule.

### Verkehr
Waldhausen liegt an der Lokalbahn Schwarzenau–Zwettl–Martinsberg, deren Personenverkehr im Abschnitt Zwettl – Martinsberg – Gutenbrunn bereits 1986 und im Abschnitt Schwarzenau – Zwettl im Dezember 2010 eingestellt wurde. Güterverkehr besteht noch bis Waldhausen, die restliche Strecke wurde 2010 auch für den Güterverkehr eingestellt.

## Politik

### Gemeinderat
Im Gemeinderat gibt es nach der Gemeinderatswahlen in Niederösterreich 2025 bei insgesamt 19 Sitzen folgende Mandatsverteilung: ÖVP 16, und SPÖ 3.

### Bürgermeister
- bis 2015 Franz Häusler (ÖVP)
- seit 2015 Christian Seper (ÖVP)[14]